# Kago Ai
Kago Ai (加護亜依; Jamatotakada, 1988. február 7. –) japán énekesnő és színésznő, a Morning Musume negyedik generációjának tagja.

## Élete

### 2000-2001
2000-ben csatlakozott a Morning Musume-hez a csapat negyedik generációjának tagjaként. Ai és Cudzsi Nozomi már a meghallgatásokon összebarátkoztak, és miután bekerültek a csapatba, kiderült, hogy személyiségük és nagyjából külsejük is egyforma, így gyakran emlegették őket „ikrek” néven. Kettőjük rajongótábora a csapatban hamar nagyra nőtt, bár sok rajongó nem tudta egyiküket a másikuk nélkül elképzelni. 2001-ben Cunku kettőjükből és Yaguchi Mari-ból megalkotta a „Minimoni” elnevezésű alcsoportot, amihez később csatlakozott a Covonuts Musume tagja, Mika Todd is. Ebben az évben külön-külön szerepeltek kevert csapatokban Cudzsi Nozomi-val, ő a 3nin Matsuri-ban kapott helyett.

### 2002-2003
2002-ben szerepet kapott a MoMusu drámájában, az „Angel Hearts”-ban. Tagja lett az Odoru 11 unitnak is. 2003-ban Cudzsi Nozomi-val világrekordot döntöttek, a legnagyobb hullahopp karikával (12.5 m) 30 másodpercig tudtak mozogni. Ebben az évben megjelent első szóló photobook-ja, és tagja lett a Morning Musume Sakura Gumi-nak és később a Happy7-nek, valamint a SALT5-nak. 2003-ban lett tagja a Tanpopo-nak is.

### 2004-2006
2004-ben Cudzsi Nozomi-val elhagyták a Morning Musume-t, hogy önálló duójukra, az induló W (double you)-ra koncentrálhassanak. Ekkor már W-ként szerepeltek már a H!P All Stars tevékenységeiben. 2006-ban a Friday magazin képeket közölt arról, hogy dohányzik. Mivel Japánban is tilos fiatalkorúként dohányozni, és Japánban a nagykorúság 20 éves kor, Ai-t két nappal 18. születésnapja előtt felfüggesztették. Eltávolították a H!P tagjaitól, akikkel sokáig semmilyen kapcsolatba nem kerülhetett.

### 2007
2007 márciusában szintén a Friday magazin közzétette, hogy Ai az UFA-nál titkárnőként dolgozik, és az ügynökség bejelentette, hogy dolgoznak a visszatérésén. Március végén azonban újabb fotók kerültek elő, amin Ai egy 37 éves férfival randizik, és ismét dohányzik. Szerződését ezek után azonnal törölték. Az UFA igazgatója, Kavagucsi Juukicsi nyílvános levelében azt írta, hogy vállal minden felelősséget, és a későbbiekben az ügynökség szabályzata még szigorúbb lesz, tekintettel a kiskorúakra, akiket foglalkoztatnak. Májusban a Tokyo Broadcasting System azt jelentette be, hogy Ai édesanyja új szerződést akar köttetni lánya érdekében, ezúttal szülővárosában, Nara-ban. Augusztusban a Dzsoszei Szeven meginterjúvolta a nőt, aki elmondta, hogy lánya elhagyta Japánt, és New York-ban él.

### 2008
2008 áprilisában a Yahoo! arról számolt be, hogy Ai visszatért Japánba, hogy újra a szórakoztatóiparban tevékenykedjen. Az OhmyNews interjújában Ai azt mondta, azért kezdett dohányozni, hogy felnőttnek érezze magát, anélkül, hogy a társaira vagy a fiatal rajongóira gondolt volna. Elmondta, hogy valójában nem volt New Yorkban, hanem három hónapot töltött a barátjával Los Angelesben, és azért utazott el, mert bűnözőnek érezte magát Japánban. Azt is mondta, hogy az új emberek, akikkel találkozott , arra biztatták, hogy változtasson a helyzetén, és kezdjen új életet. Azt mondta, a történtek után az öngyilkosságon is elgondolkodott, és az interjú végén a csuklóján az erre utaló jeleket is megmutatta. Azt is elmondta, hogy bár már a törvények szerint dohányozhat, nem akar visszaszokni rá.
Áprilisban bejelentette, hogy elindul hivatalos blogja, a „Biscuit Club”, és hogy fel fog tűnni a Kung Fu Chef című Hong Kong-i filmben.

### 2009
2009 januárjában a Friday magazin közölte, hogy Ai a 33 éves Mizumoto Hidedzsiro-val jár, de mindkét érintett egészen addig tagadta a vádakat, míg Mizumoto exfelesége be nem jelentette, hogy amiatt vált el férjétől, hogy annak Ai-val viszonya volt. A nő 10 millió yenes kártérítést követelt Ai-tól, és 50 millió yent a volt férjétől, hogy három gyermekét az összegből felnevelje. A bíróság elfogadta a nő érveit, de peres eljárásra csak akkor került volna sor, ha nem rendezték volna le egymás között az ügyet. Ai és Mizumoto elvileg a „Benten-dori no hitobito” című film forgatásán jöttek össze, de már korábbról is ismerték egymást, mivel Ai gyakran járt a férfi pszichológus anyjához a szórakoztatóiparba való visszatérése kapcsán. Mizumoto exfelesége szerint a pár együtt is lakik, és bizonyítékkén Ai fehérneműit, ruháit és kozmetikumait mutatta fel, ezen kívül egy, a lány által írt sms-t, amiben többek között olyan mondatok voltak, hogy „Szeretlek” és „Ha összeházasodunk, én fiút szeretnék”. Ai ügynöksége nem reagált az ügyre.
Októberben bejelentették, hogy ő lesz a SKYPerfect TV! Awards 2009 műsorvezetője, és hivatalos Twitter fiókot nyitott.

### 2010
2010 márciusában megjelent első albuma, az „AI KAGO meets Jazz ~ the first door~”,  ami mindössze 527 példányban fogyott el, ezután pedig a Sukan Dzsoszei című pletykamagazin arról számolt be, hogy a lány a modell Mikawai Takeshi-vel jár. Szeptemberben koncertet adott a New York-i Webster Hall-ban, és angolul és japánul is beszélt, és azt mondta, egy napon szeretne letelepedni az Egyesült Államokban.

### 2011
2011 februárjában elindult „Diamond Blog” című blogja, márciusban pedig megjelent DVD-n az „AI KAGO meets Jazz ~ the first door live” című koncertturnéja és bejelentették, hogy jótékonysági event-eket fog tartani a közeljövőben. Júniusban bejelentették, hogy novemberben elhagyja a R&A Promotions Co.,Ltd-t, mert elégedetlenek a teljesítményével. Szeptemberben a 44-éves barátját, Ando Haruhiko-t maffiatevékenység miatt letartóztatták, Ai-t néhány nappal később eszméletlenül találták a lakásán, öngyilkosságot kísérelt meg. Az ügynökség sajtótájékoztatón elmondta, hogy a lány felvágta az ereit és nagy mennyiségű gyógyszert vett be, de jelenleg stabil állapotban van.Decemberben az ügynökség a Sankei Sports-nak azt nyilatkozta, hogy azt tervezték, hogy 100 millió yenre perlik be Ai-t, mert feladatait lemondta az utolsó pillanatban, és nem tudtak kapcsolatba lépni vele. Ezt is elmondták, hogy a lány több, mint 100 milliós kárt okozott az ügynökségnek, és a szerződését is megszüntetik. December végén Ai bejelentette, hogy férjhez ment és terhes.

### 2012-2013
2012 áprilisában bejelentették, hogy kislányt vár, és a baba júniusban meg is érkezett. 2013 májusában népszerűsítette a gyermekláncfű-tea fogyasztást a terhes anyák számára. Júniusban derült ki, hogy a gyermekét Minami-nak nevezték el, augusztusban pedig bejelentette, hogy új ügynökséghez igazolt. Novemberben bejelentették, hogy az ő vezetésével új lánybanda fog alakulni, melynek tagjait maga fogja kiválasztani.

## Filmográfia
| Év   | Cím                                     | Szerep        |
| ---- | --------------------------------------- | ------------- |
| 2000 | Pinch Runner                            | Cameo         |
| 2002 | Mini Moni ja Movie: Okashi na Daibōken! | Önmaga        |
| 2009 | Kung Fu Chefs                           | Shum Ying     |
| 2009 | Benten-dori no Hitobito                 | Saku          |
| 2009 | Ju-on: Kuroi Shōjo                      | Yūko          |
| 2009 | Hana Oni (華鬼)                         | Momoko        |
| 2010 | Nikushokukei Joshi (肉食系女子)         | Kariko Oogami |
| 2010 | The Haunting Lover                      |               |